# هانس مولر (رسام)
هانس مولر (بالألمانية: Hans Moller؛ بالإنجليزية: Hans Moller) هو رسام أمريكي وألماني، ولد في 20 مارس 1905 في بارمن في ألمانيا، وتوفي في 2000 في ألينتاون في الولايات المتحدة.